# Kłodzko
Kłodzko [ kwɔʦkɔ] (tysk:Glatz, på tjekkisk:Kladsko) er en by i det sydvestlige Nedre Schlesien i Województwo dolnośląskie i Polen. Den ligger cirka 80 kilometer sydvest for Wrocław ved Nysa Kłodzka. Byen var tidligere hovedby i grevskabet Glatz.